# Walther K. J. E. Frahm

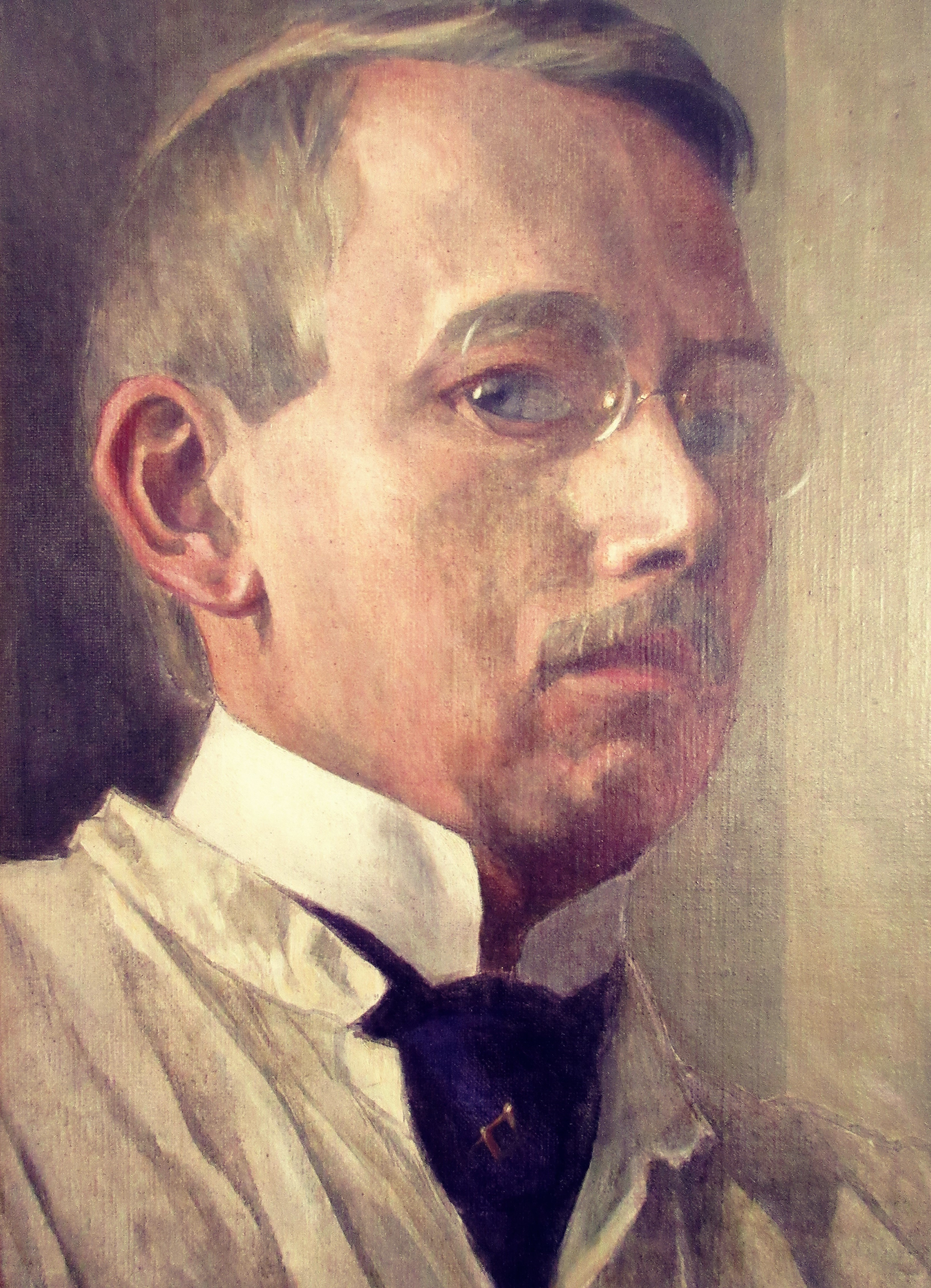
Walther K.J.E. Frahm, Selbstbildnis 1912

Walther Karl Johann Ernst Frahm (* 28. Januar 1884 in Mölln, Lauenburg; † 8. Februar 1970 in Bad Frankenhausen, Kyffhäuser) war ein deutscher Kunstmaler und Graphiker.

## Leben
Walther Frahm wuchs mit fünf jüngeren Geschwistern in Mölln auf. Dort besuchte er zunächst die Volksschule und wechselte danach auf das Realgymnasium in Lübeck, wo er 1901 sein Reifezeugnis erhielt.
Von 1902 bis 1906 absolvierte er eine künstlerische Ausbildung bei Ludwig Dettmann, Karl Storch, Heinrich Wolff und Karl Albrecht an der Kunstakademie Königsberg. Dies tat er wegen seines freundschaftlichen Verhältnisses zu Heinrich Dettmann, dessen Vetter (Ludwig Dettmann) der Direktor ebendieser Schule war. Er bewarb sich mit einem Gemälde, auf dem ein herbstlicher Wald zu sehen war und das so gut war, dass Ludwig ihn gleich zu sich an die Akademie holte. Um seine Existenz zu sichern, ergriff Frahm den Lehrerberuf und wählte Turnen als Nebenfach. Seine bevorzugten Motive waren Körper, wahrscheinlich, weil während seiner Kunstausbildung schon besonders hoher Wert darauf gelegt wurde und er beim Turnen die Bewegungen der Muskeln studieren konnte.

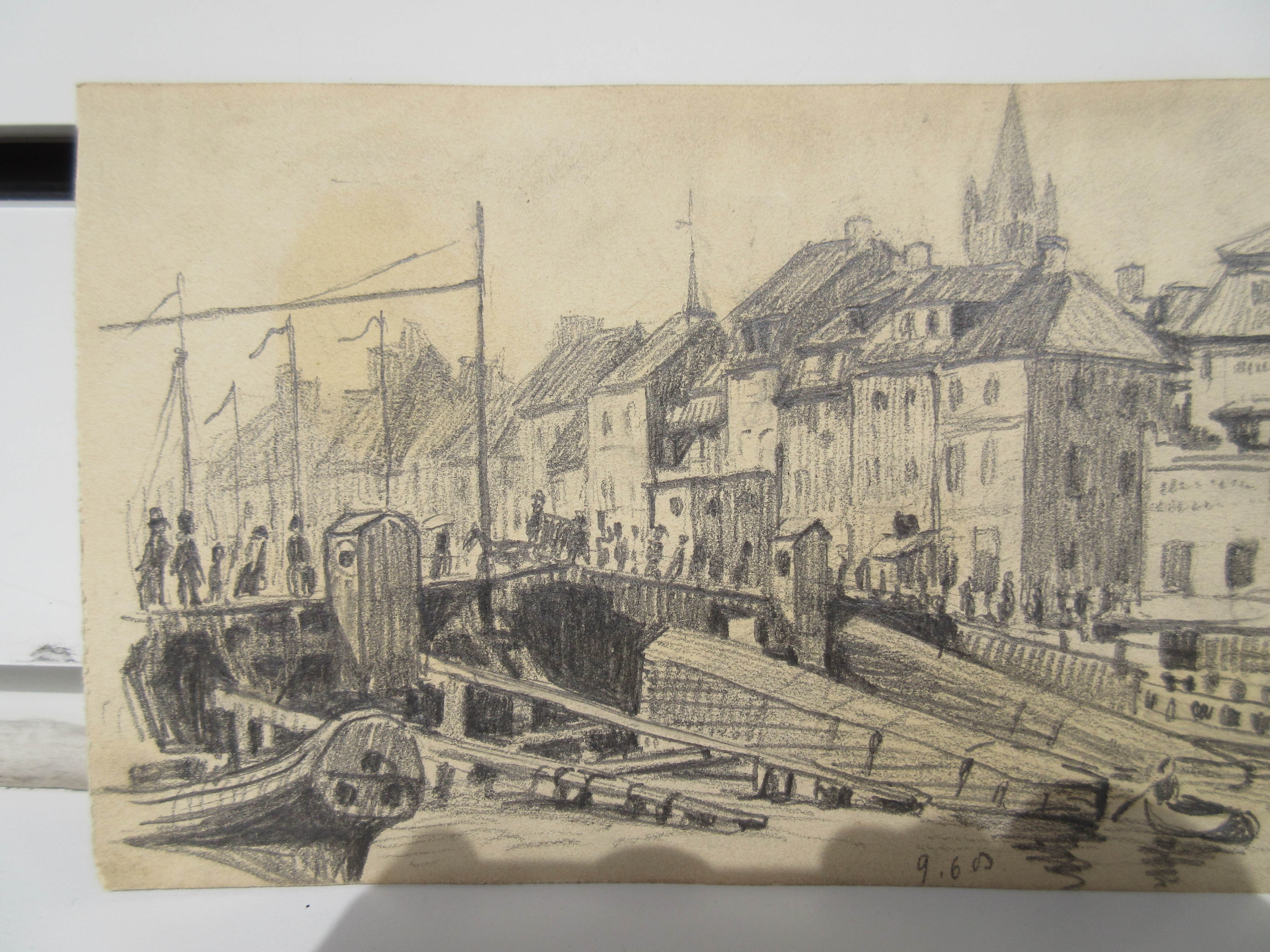
W. Frahm: Königsberg (1906)

Sein erster Auftrag war ein Porträt der Kinder eines ostpreußischen Landrats. Dieses Porträt brachte ihm ein beachtliches Honorar und einen Preis der Akademie ein. Im Anschluss an seinen einjährigen Militärdienst war er von 1908 bis 1945 als Lehrer und  Kunsterzieher an der Oberschule in Bad Frankenhausen am Kyffhäuser tätig. Dort lebte er im Haus von Helene Seifart, die später seine Schwiegermutter wurde. Er hatte sich schnell eingelebt und fand Anschluss an die Familie Seifarth. Der Bruder von Helene war Pastor in Uthleben, wohin oft Sonntagsausflüge unternommen worden sind. Das erklärt auch, warum auf vielen seiner Bilder Uthleben und das Pfarrhaus in Uthleben abgebildet sind. Er wanderte oftmals mit Malzeug bepackt durch Uthleben. 1925 heiratete er Elisabeth Seifarth, die Tochter von Helene. Auch sie stand ihm häufig Modell für seine Bilder. Frahm fühlte sich so sehr mit dem Kyffhäuser und der gesamten Fauna und Flora der Region verbunden, dass er nur noch Bilder von hier anfertigte.
Werke von Walther Frahm befinden sich in der Ostdeutschen Galerie Regensburg, in der Graphischen Sammlung Weimar und besonders im Regionalmuseum im Schloss in Bad Frankenhausen (Holzschnitte, Radierungen, Nachlass).

## Ausstellungen
- 1935: Erfurt
- 1960, 1961: Bad Frankenhausen
- 1982: Duisburg: Kunstakademie Königsberg
- 2014: Bad Frankenhausen: Walther Frahm, Ein Absolvent der Kunstakademie Königsberg in Bad Frankenhausen